# Mestna galerija Ljubljana
Mestna galerija Ljubljana je kulturna ustanova, ki prireja razstave slovenske sodobne vizualne umetnosti. Matična lokacija galerije je na Mestnem trgu 5 v Ljubljani, dislocirani razstavni prostori pa so še:
- na Cankarjevem nabrežju 11/I
- v Bežigrajski galeriji 1 (Dunajska 31)
- v Bežigrajski galeriji 2 (Vodovodna 3)

1. januarja 2009 je bil zavod vključen v novoustanovljeni javni zavod Muzej in galerije mesta Ljubljane.